# 東横山町
東横山町（ひがしよこやまちょう）は、愛知県瀬戸市水南連区の町名。丁番を持たない単独町名である。

## 地理
- 瀬戸市の西部に位置する[8]。西を北脇町・水南町、北を西松山町・北松山町、東を東松山町・西追分町、南を汗干町・孫田町と隣接している[8]。
- 名鉄瀬戸線新瀬戸駅と愛知環状鉄道瀬戸市駅が併設し、ターミナルセンターとして生まれ変わった[8]。

### 河川
- 孫田川（瀬戸川支流） ： 町の東端部、東松山町との町境付近を南流している。
- 松山川（孫田川支流） ： 町の北端部から南流し、孫田川に注ぎ込んでいる。

- 孫田川（東横山町内）
- 松山川（東横山町内）
- 孫田川と松山川の合流点[注釈 1]

### 学区
市立小・中学校に通う場合、学区は以下の通りとなる。また、公立高等学校普通科に通う場合の学区は以下の通りとなる。
| 番・番地等 | 小学校             | 中学校             | 高等学校 |
| ---------- | ------------------ | ------------------ | -------- |
| 全域       | 瀬戸市立水南小学校 | 瀬戸市立南山中学校 | 尾張学区 |

## 歴史

### 町名の由来
旧水野村の時、この地は横山と呼ばれていた。1951年（昭和26年）に瀬戸市と合併することになり、名鉄の線路を挟んで、北側を北横山、南側を南横山とした。町名設定の際に南北が合併することになり、当時瀬戸市にあった横山町の東にあたることから東横山町と名付けられたと推察される。

### 沿革
- 1957年（昭和32年）7月1日 - 瀬戸市大字中水野字横山・南山の一部により、同市東横山町として成立[2]。
- 1984年（昭和59年）5月1日 - 西松山町・小田妻町[注釈 3]の一部を編入[14][15]。

## 世帯数と人口
2024年（令和6年）1月1日現在の世帯数と人口は以下の通りである。
| 町丁     | 世帯数  | 人口  |
| -------- | ------- | ----- |
| 東横山町 | 224世帯 | 460人 |

### 人口の変遷
国勢調査による人口の推移
| 1995年（平成7年）  | 339人 | [ 16 ] |  |
| 2000年（平成12年） | 288人 | [ 17 ] |  |
| 2005年（平成17年） | 476人 | [ 18 ] |  |
| 2010年（平成22年） | 490人 | [ 19 ] |  |
| 2015年（平成27年） | 470人 | [ 20 ] |  |
| 2020年（令和2年）  | 458人 | [ 21 ] |  |

### 世帯数の変遷
国勢調査による世帯数の推移。
| 1995年（平成7年）  | 132世帯 | [ 16 ] |  |
| 2000年（平成12年） | 125世帯 | [ 17 ] |  |
| 2005年（平成17年） | 233世帯 | [ 18 ] |  |
| 2010年（平成22年） | 229世帯 | [ 19 ] |  |
| 2015年（平成27年） | 217世帯 | [ 20 ] |  |
| 2020年（令和2年）  | 216世帯 | [ 21 ] |  |

## 交通

### 鉄道
- 名鉄瀬戸線新瀬戸駅[8] ： 町の南部にある。駅番号はST18。名鉄瀬戸線は、町の南部を東西に走っている。
- 愛知環状鉄道・愛知環状鉄道線瀬戸市駅[8] ： 町の中央部にある。駅番号は21。愛知環状鉄道線は町の中央部を南北に走っている。

- 名鉄瀬戸線 新瀬戸駅
- 愛知環状鉄道線 瀬戸市駅

### バス
名鉄バス「しなの線（瀬戸北線）」
- 【1】【1H】【2】【2H】新瀬戸駅 - 陶生病院 - 瀬戸駅前 - 古瀬戸 - しなのバスセンター - 上品野 系統

名鉄バス「東山線」
- 【16H】【17H】新瀬戸駅 - 瀬戸駅前 - 菱野団地（循環） - 瀬戸駅前 - 新瀬戸駅 系統

以上、2路線4系統共通 ： 新瀬戸駅①バス停
名鉄バス「水野循環線」
- 【20】【21】【22】【23】陶生病院 - 瀬戸市民公園 - 中水野駅 - 水野団地 - 新瀬戸駅 - 陶生病院 系統

名鉄バス「みずの坂線」
- 【25】【26】陶生病院 - 新瀬戸駅 - 水野団地 - 北みずの坂 - 瀬戸北総合高校前 - 中水野駅 系統

以上、2路線6系統共通 ： 新瀬戸駅②バス停
瀬戸市コミュニティバス「こうはん線」
- イオン瀬戸みずの店 - 東山町 - 陶生病院 系統

瀬戸市コミュニティバス「下半田川線」
- 陶生病院 - 中水野駅 - 定光寺公園 - 妻之神 系統

瀬戸市コミュニティバス「曽野線」
- 新瀬戸駅 - 中水野駅 - 曽野 - しなのバスセンター 系統

以上、3路線共通 ： 新瀬戸駅バス停
- 新瀬戸駅①バス停
- 新瀬戸駅②バス停
- 新瀬戸駅バス停

### 道路
愛知県道208号上半田川名古屋線 ： 町の北端部の町境付近を南北に通っている。

## 施設
- 瀬戸警察署 孫田交番 ： 瀬戸市内にある7つの交番のうちの1つ[22]。
- 瀬戸信用金庫 本店 ： 1992年（平成4年）11月に新築移転[23]。本店営業部の金融機関（店舗）コードは1554（007）[24]。窓口は平日のみ、ATMは土日祝も21:00まで営業[24]。
- 中日新聞 新瀬戸専売店
- 新瀬戸ステーションホテル[8] ： 名鉄新瀬戸駅から徒歩すぐにあるビジネスホテル[25]。クラシックな雰囲気のホテル内は、全室ベットルームタイプ[25]。
- テニスラウンジ新瀬戸駅前 ： 2021年（令和3年）10月にオープン[26]。ラケット・シューズの貸出は無料[26]。体験レッスンあり[26]。
- 窯元渓泉 ： どこか温かさを感じるおしゃれで日常使いにふさわしいデザインの焼き物が並ぶ窯元[27]。気軽に焼き物作りを体験できるように陶房を開放[27]。
- 名代五目めし 四季乃舎 ： 瀬戸に代々伝わる窯元の家を再現した落ち着いた店内で、郷土料理が堪能できる[28]。

- 瀬戸警察署 孫田交番
- 瀬戸信用金庫 本店
- 中日新聞 新瀬戸専売店
- 新瀬戸ステーションホテル
- テニスラウンジ新瀬戸駅前
- 窯元渓泉
- 名代五目めし 四季乃舎

## その他

### 日本郵便
- 郵便番号 : 489-0066[6]（集配局：瀬戸郵便局[29]）。